# Parque Warner Madrid
Parque Warner Madrid (précédemment connu sous le nom de Warner Bros. Movie World Madrid et Warner Bros. Park Madrid) est un parc à thèmes situé à 25 kilomètres au sud-est de Madrid, en Espagne, dans la municipalité de San Martín de la Vega.

## Histoire

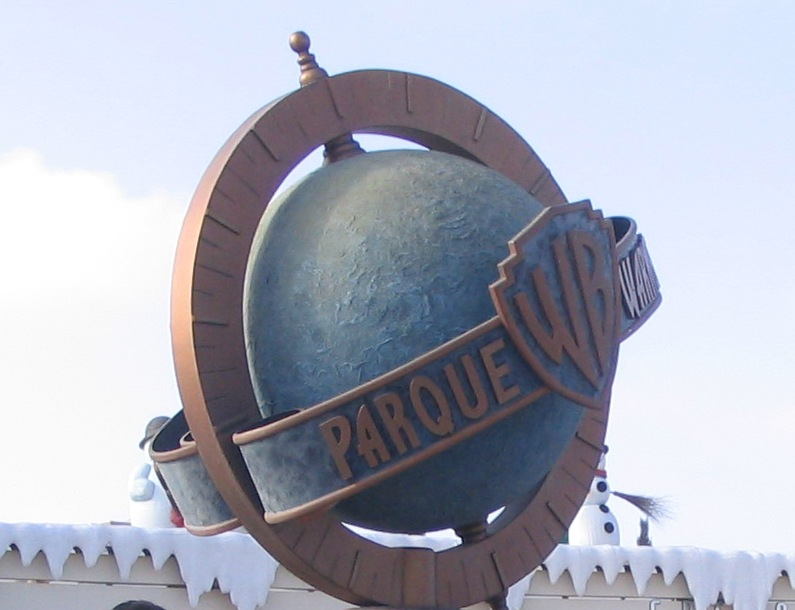
Insigne du Parque Warner Madrid.

Le parc a été inauguré le 5 avril 2002 en présence de 10 000 invités dont Bo Derek et Christophe Lambert. L'ouverture au grand public a lieu le 6 avril 2002. Warner Bros Park Madrid a d'abord été géré par Six Flags en vertu d'un contrat de gestion de 99 ans. La gestion du parc n'est pas alors sans de nombreux accrocs.
En novembre 2004, après de graves pertes liées à la mauvaise gestion faite par Six Flags et la dette croissante, la Communauté de Madrid, principale actionnaire (avec 40 % des parts), résilia le contrat de gestion, tout en maintenant la franchise « Warner ». La Communauté de Madrid s'est insérée dans l'entreprise avec l'intention de promouvoir l'économie de la zone sud de Madrid et du tourisme de la région. La première saison avec la nouvelle équipe de gestionnaires a donné des résultats assez prometteurs : augmentation du nombre de visiteurs, satisfaction des visiteurs en hausse et surtout bénéfices d'exploitation aux alentours des 2 millions d'euros, très loin des 4 millions de perte de l'année précédente.
Le changement de nom « Parque Warner Madrid » a été effectué au début de l'année 2006. En 2007, Parques Reunidos a repris la gestion du parc. Parque Warner Madrid a reçu son 10 millionième visiteur le 7 août 2010.
En mai 2023, le parc inaugure Batman Gotham City Escape, ses premières nouvelles grandes montagnes russes depuis son ouverture.

## Le parc d'attractions
Le parc est divisé en cinq zones thématiques sur 150 hectares inspirées des scènes des films produits par Warner Bros. Entertainment :
- Hollywood Boulevard – La zone d'entrée du parc
- Movie World Studios – Les studios de cinéma et ses nombreux décors de styles différents.
- DC Super Heroes World – Le monde des Super-héros.
- Old West Territory – La zone Western.
- Cartoon Village – Le monde des Looney Tunes.

La partie restauration, hébergement et commerce occupe quant à elle 100 hectares.

## Les principales attractions

### Montagnes russes
| Nom de l'attraction             | Type                             | Constructeur                          | Année | Quartier              |
| ------------------------------- | -------------------------------- | ------------------------------------- | ----- | --------------------- |
| Batman Gotham City Escape       | Montagnes russes lancées         | Intamin                               | 2023  | DC Super Heroes Word  |
| Coaster-Express                 | Montagnes russes en bois         | Roller Coaster Corporation of America | 2002  | Old West Territory    |
| Correcaminos Bip, Bip           | Montagnes russes en métal junior | Mack Rides                            | 2009  | Cartoon Village       |
| Shadows of Arkham               | Montagnes russes inversées       | Bolliger & Mabillard                  | 2002  | DC Super Heroes World |
| Stunt Fall                      | Giant Inverted Boomerang         | Vekoma                                | 2002  | Movie World Studios   |
| Superman: La Atracción de Acero | Montagnes russes sans sol        | Bolliger & Mabillard                  | 2002  | DC Super Heroes World |
| Tom & Jerry                     | Montagnes russes en métal junior | Zierer                                | 2002  | Cartoon Village       |

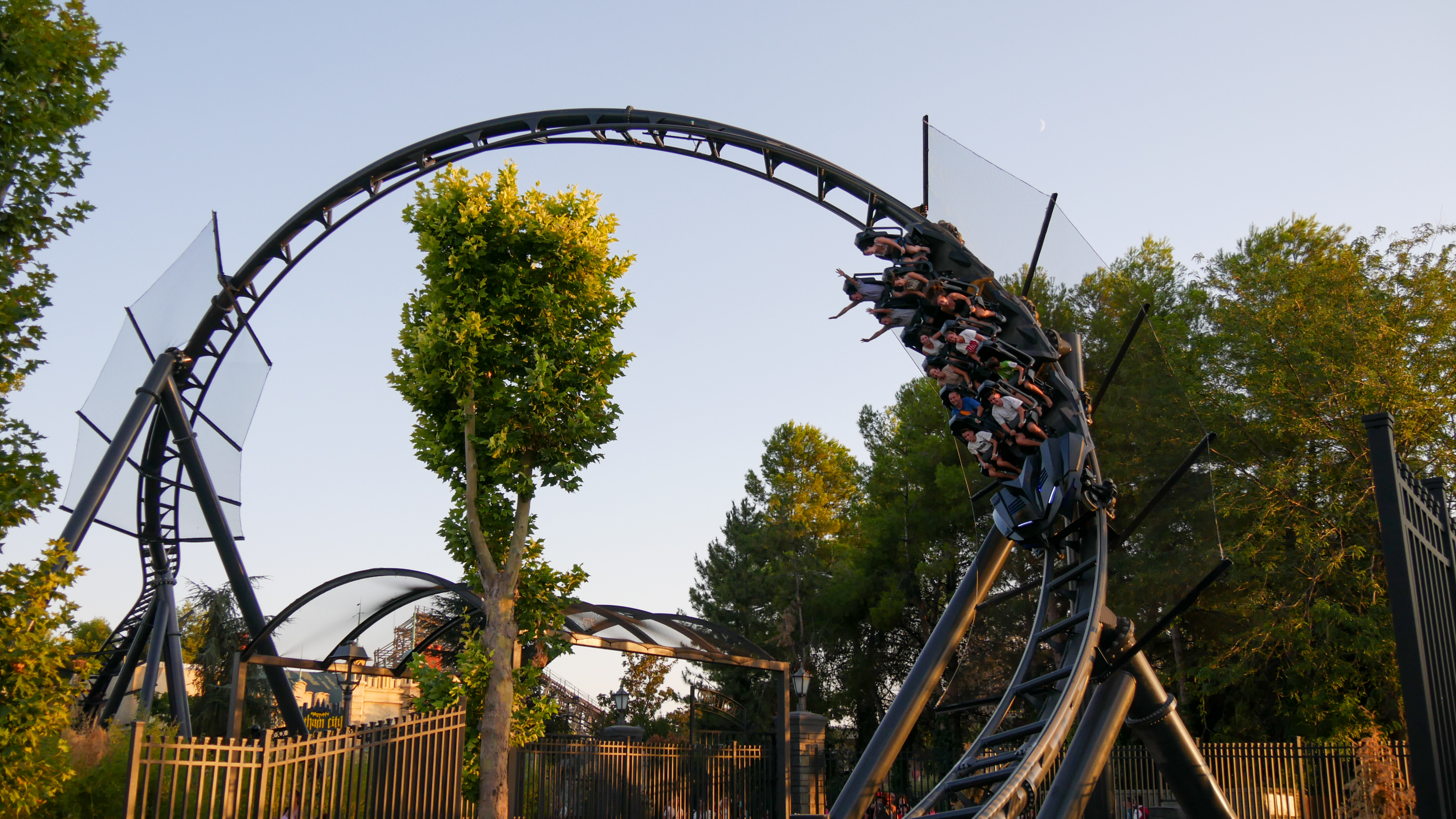
Batman Gotham City Escape
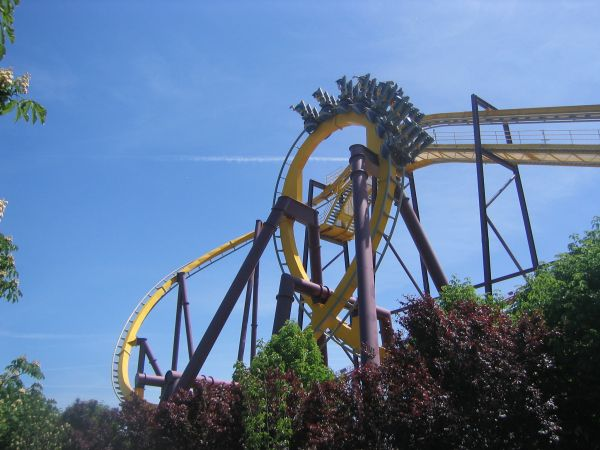
Shadows of Arkham
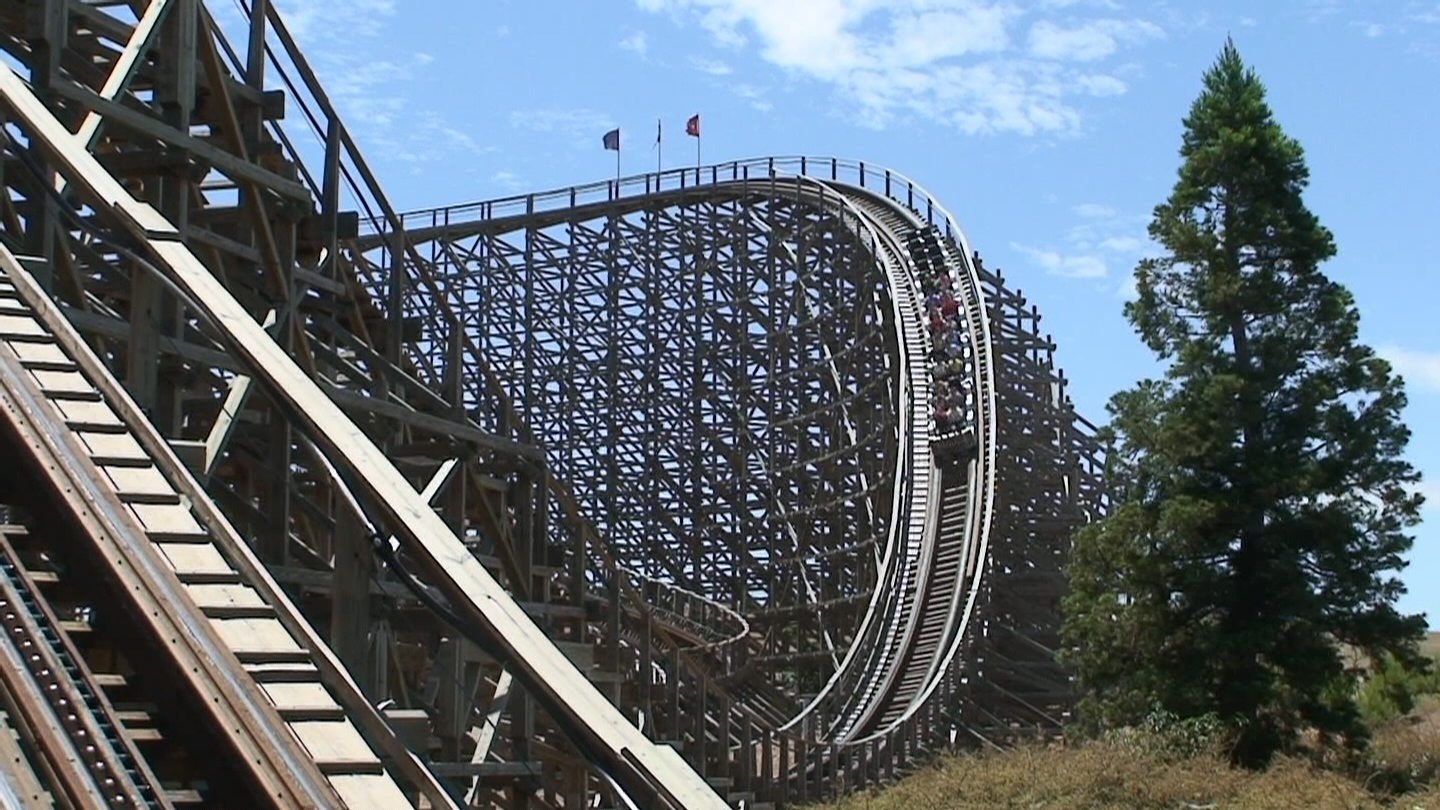
Coaster-Express
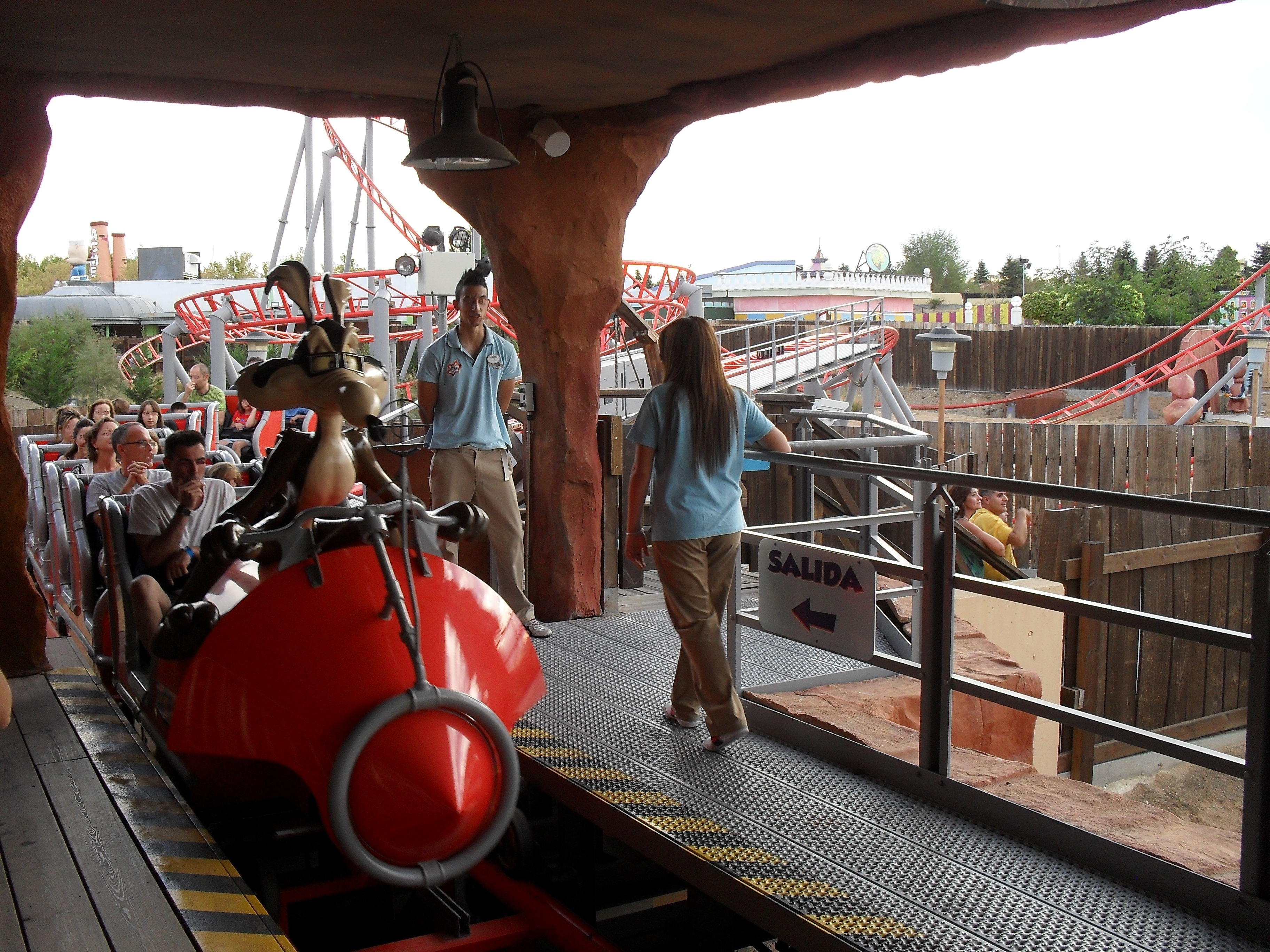
Correcaminos Bip, Bip
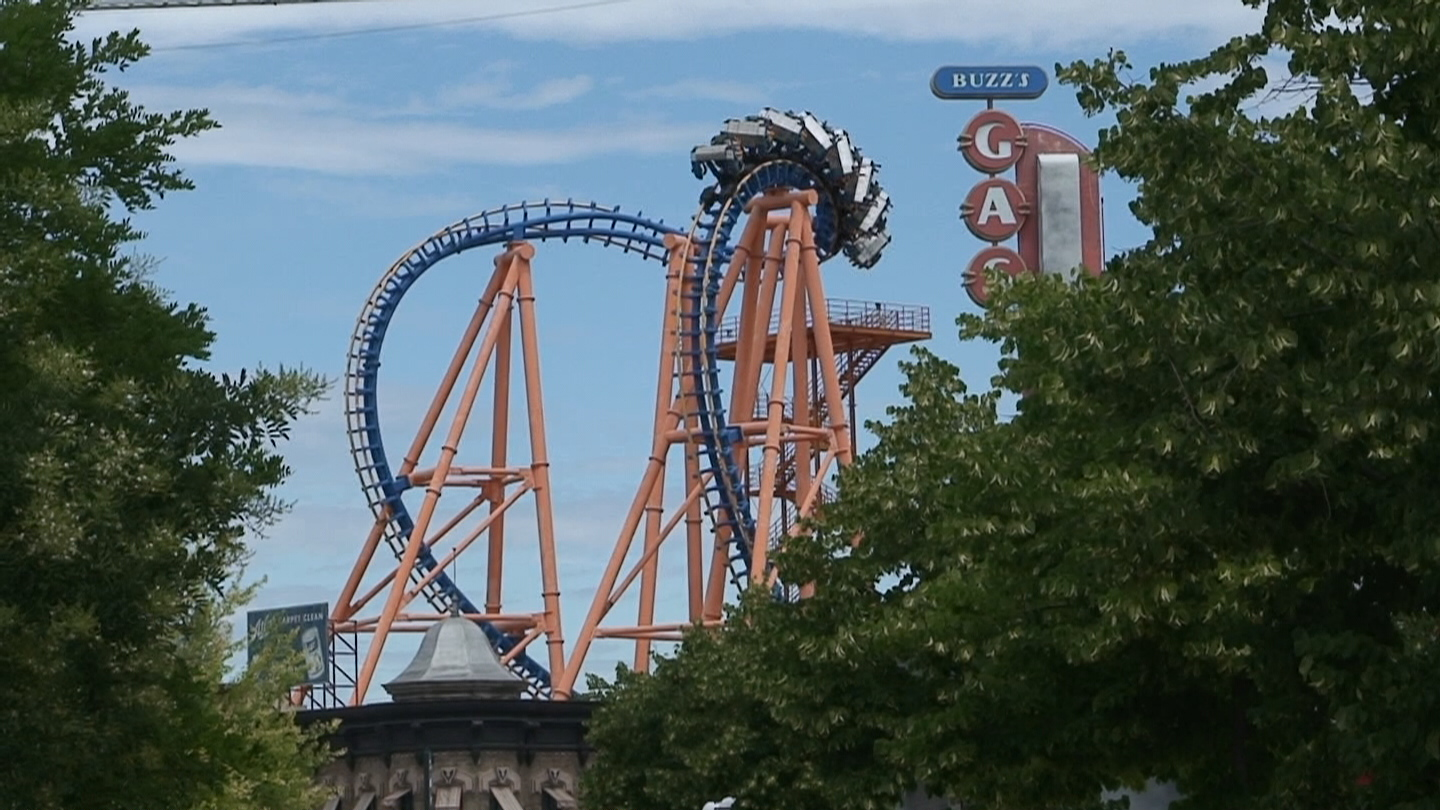
Stunt Fall
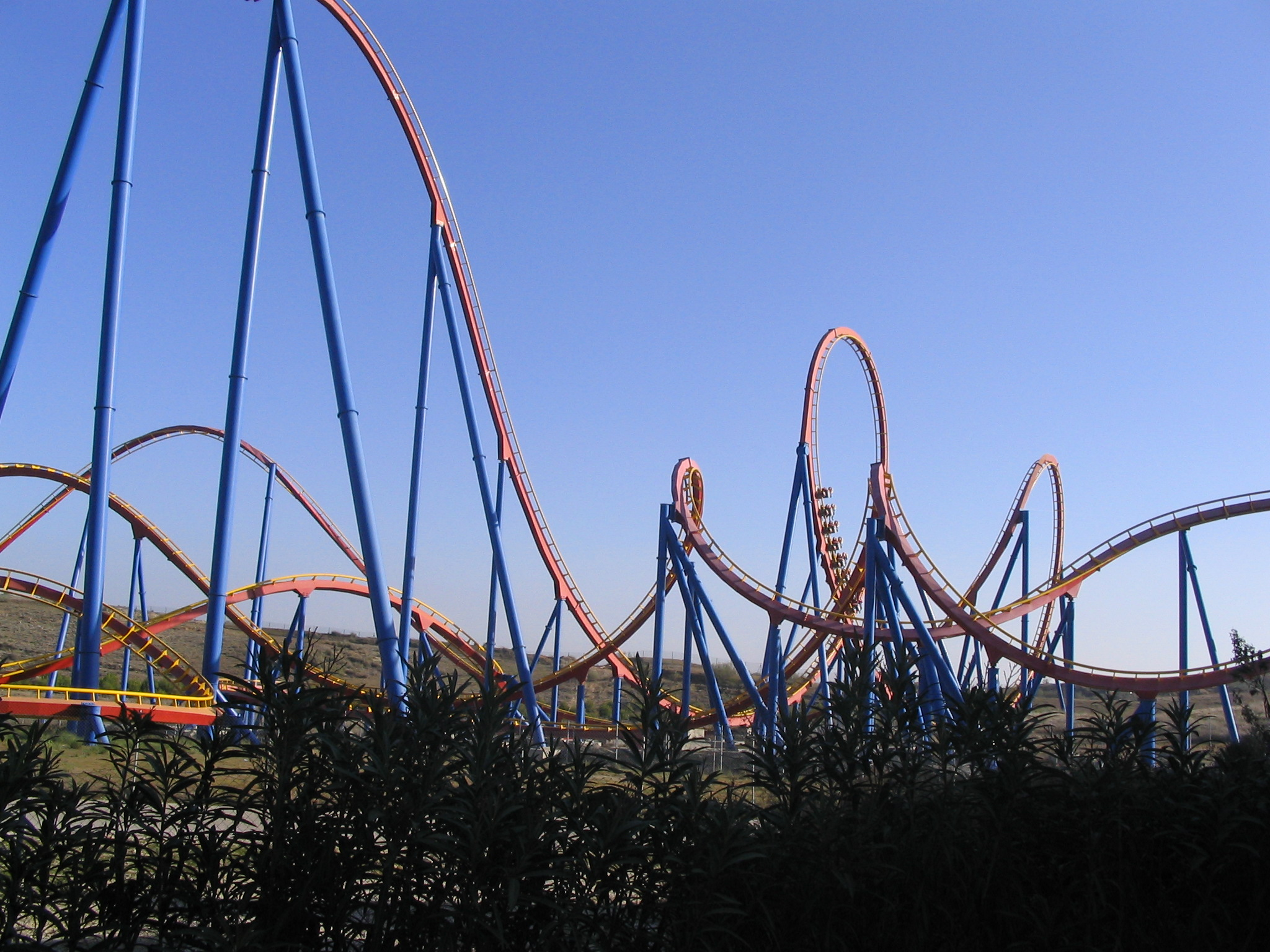
Superman: La Atracción de Acero
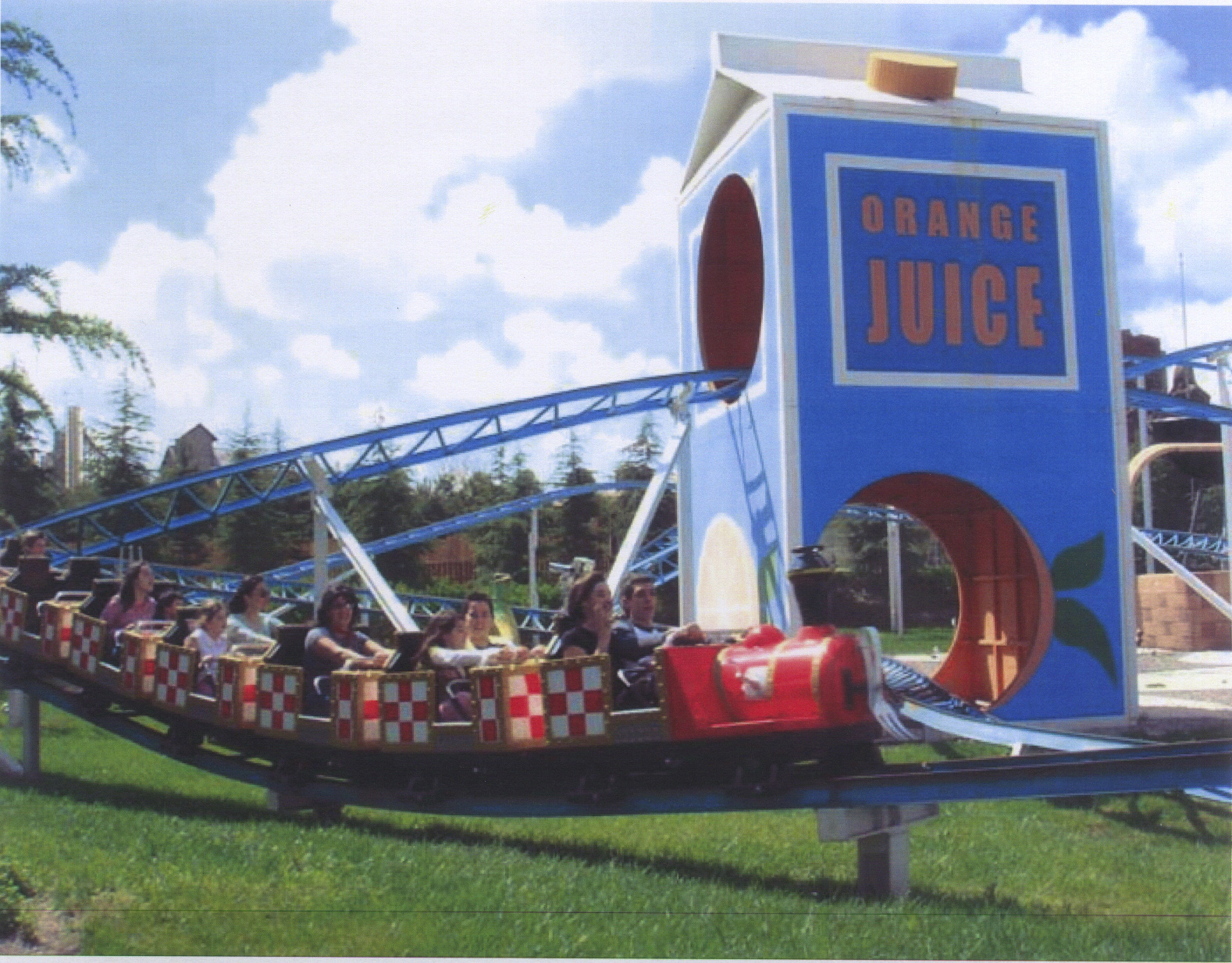
Tom & Jerry

### Attractions aquatiques
| Nom                | Type            | Constructeur | Année | Quartier            |
| ------------------ | --------------- | ------------ | ----- | ------------------- |
| Rápidos ACME       | Rapids Ride     | Intamin      | 2002  | Cartoon Village     |
| Cataratas Salvajes | Shoot the Chute | Intamin      | 2002  | Old West Territory  |
| Oso Yogui          | Splash Battle   | Interlink    | 2009  | Movie World Studios |
| Río Bravo          | Bûches          | Intamin      | 2002  | Old West Territory  |

### Parcours scéniques
| Nom de l'attraction          | Type                         | Constructeur                       | Année | Quartier        |
| la aventura del looney tunes | parcours scenique            | Sally Corporation/ETF Ride Systems | 2024  | cartoon village |
| ---------------------------- | ---------------------------- | ---------------------------------- | ----- | --------------- |
| La Aventura de Scooby-Doo    | Parcours scénique interactif | Sally Corporation/ETF Ride Systems | 2005  | Cartoon Village |

### Attractions à sensations
| Nom de l'attraction   | Type               | Constructeur  | Année | Quartier              |
| --------------------- | ------------------ | ------------- | ----- | --------------------- |
| Lex Luthor            | Top Spin           | Huss Rides    | 2002  | DC Super Heroes World |
| Los Carros de la Mina | Breakdance         | Huss Rides    | 2002  | Old West Territory    |
| La Vengaza del Enigma | Triple Combo Tower | S&S Worldwide | 2002  | DC Super Heroes World |
| Hotel Embrujado       | Mad House          | Vekoma        | 2002  | Movie World Studios   |

### Autres
| Nom de l'attraction              | Type               | Constructeur | Année | Quartier              |
| -------------------------------- | ------------------ | ------------ | ----- | --------------------- |
| ¡A Toda Máquina!                 | Rockin' Tug        | Zamperla     | 2011  | Cartoon Village       |
| Expedientes Warren               | Walkthrough        |              | 2018  | Old West Territory    |
| Emergencias Pato Lucas           | Fire Brigade       | Zamperla     | 2011  | Cartoon Village       |
| He Visto un Lindo Gatito         | Kite flyer         | Zamperla     | 2011  | Cartoon Village       |
| Sillas Voladoras de Mr Freeze    | Chaises volantes   | Zierer       | 2002  | DC Super Heroes World |
| Las Tazas de Té de Scooby-Doo    | Tasses             | Mack Rides   | 2002  | Cartoon Village       |
| Los Coches de Choque de El Joker | Autos tamponneuses | Zamperla     | 2002  | DC Super Heroes World |

## Galerie

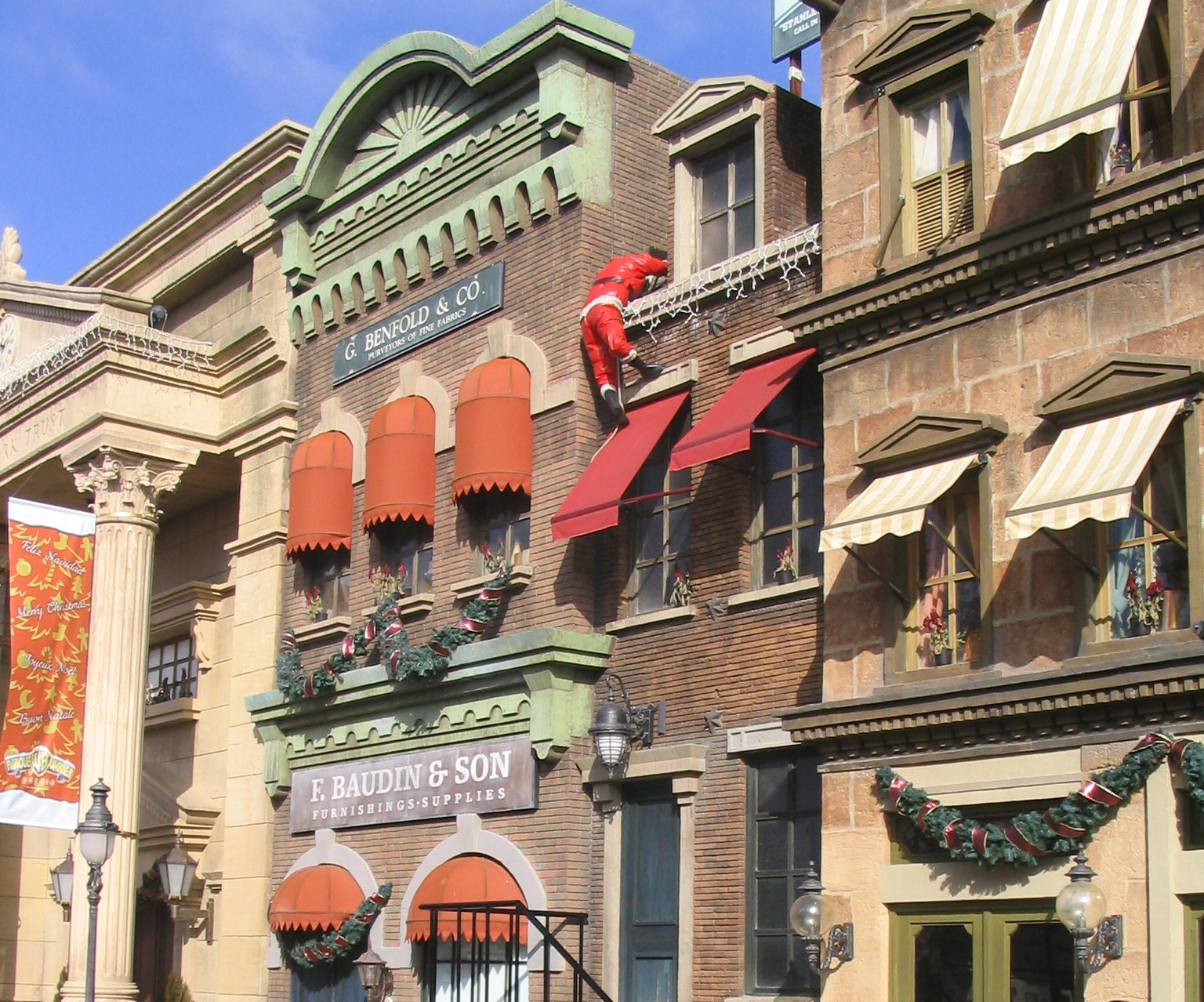
Bâtiments de la zone Movie World Studios.
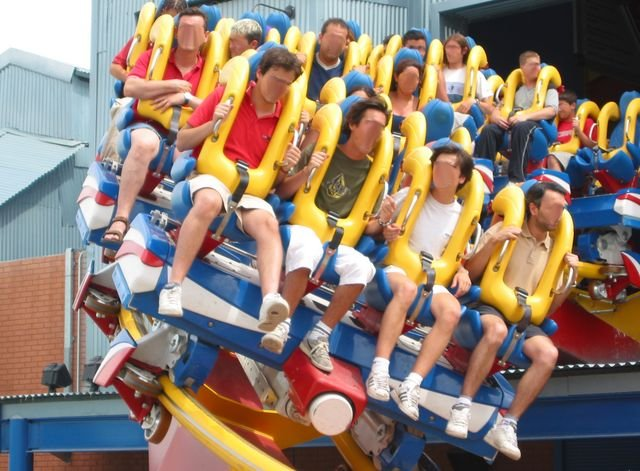
Superman: La Atracción de Acero.
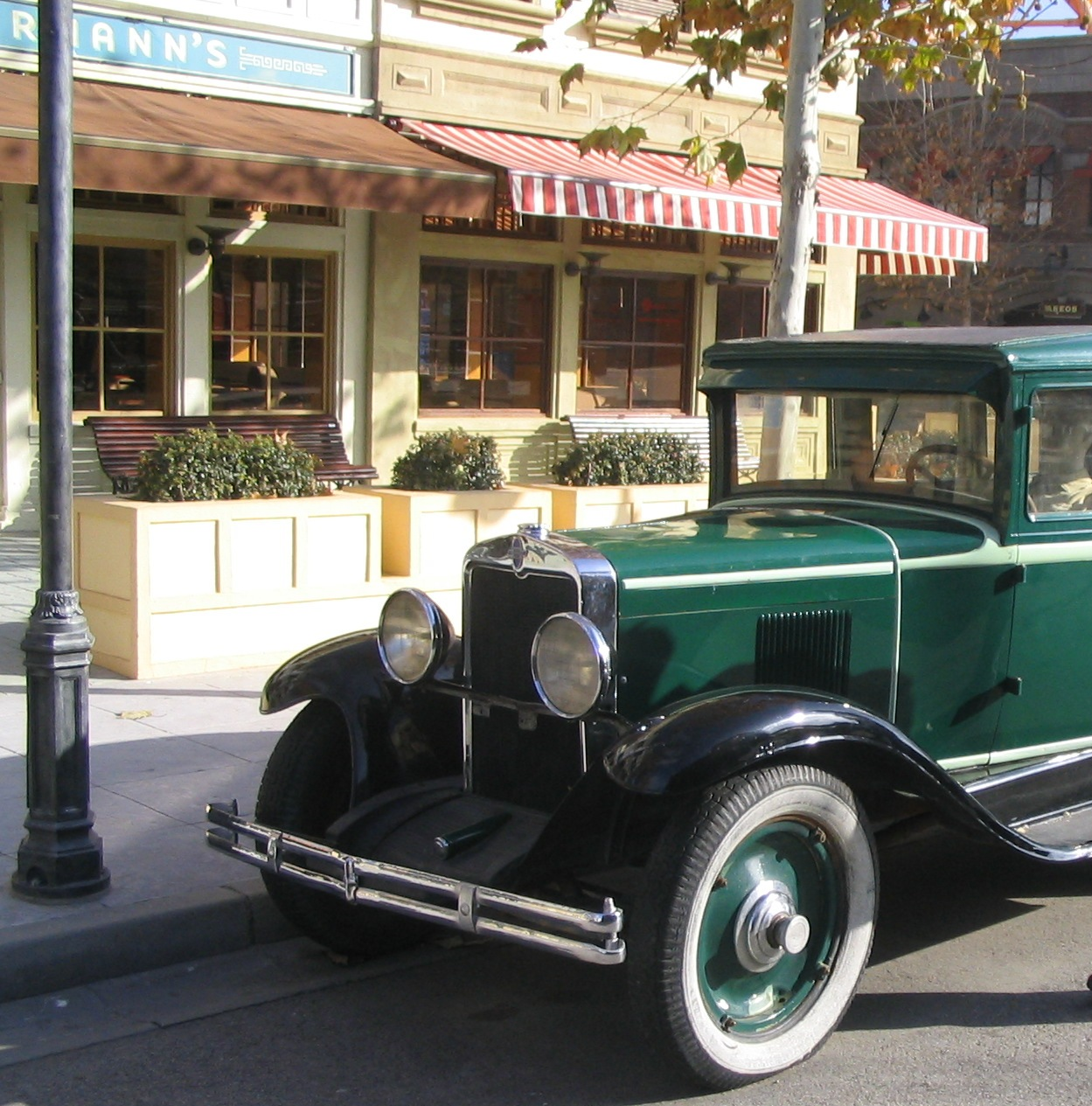
Décors de Movie World Studios.
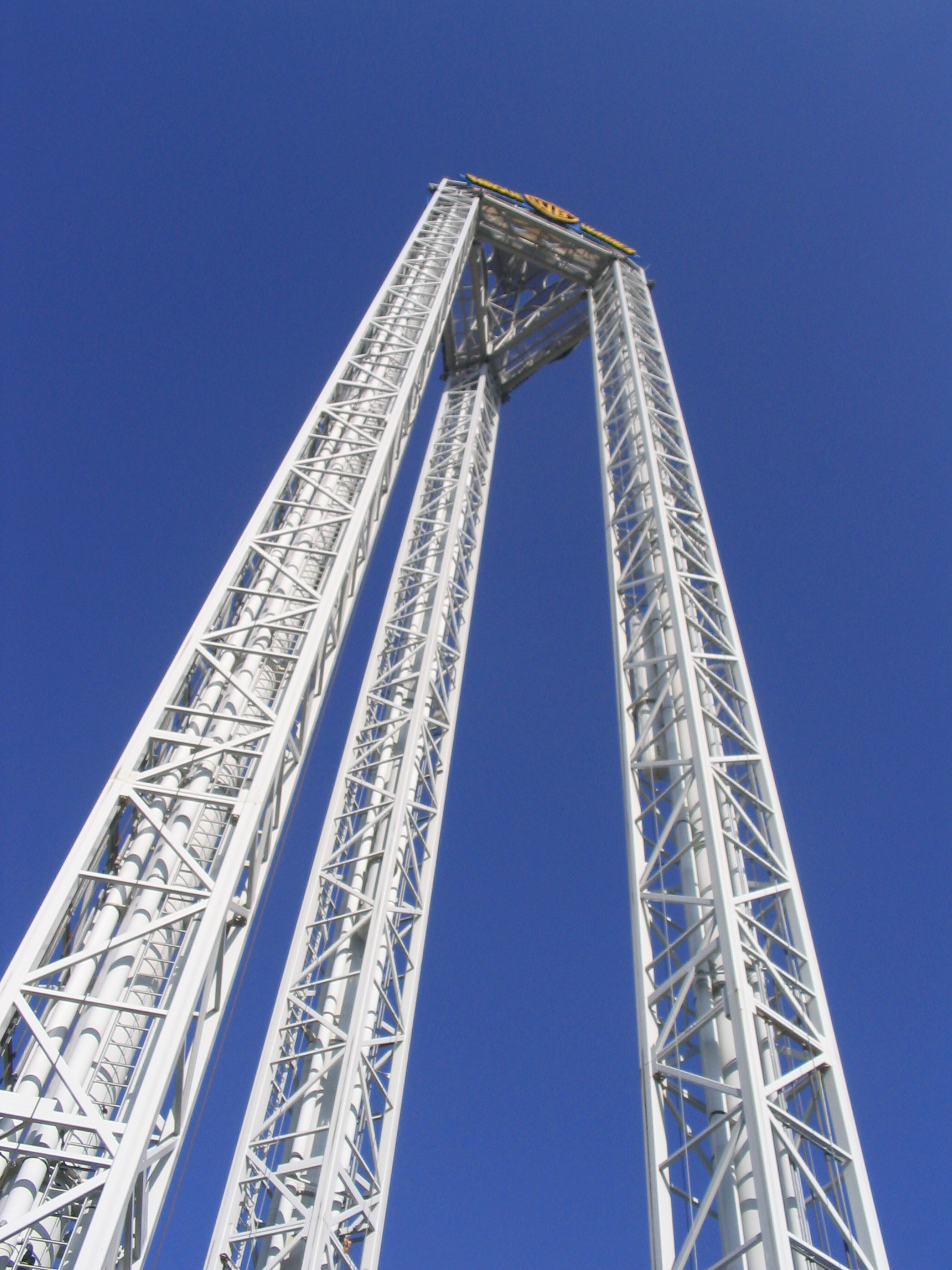
La Venganza del Enigma.
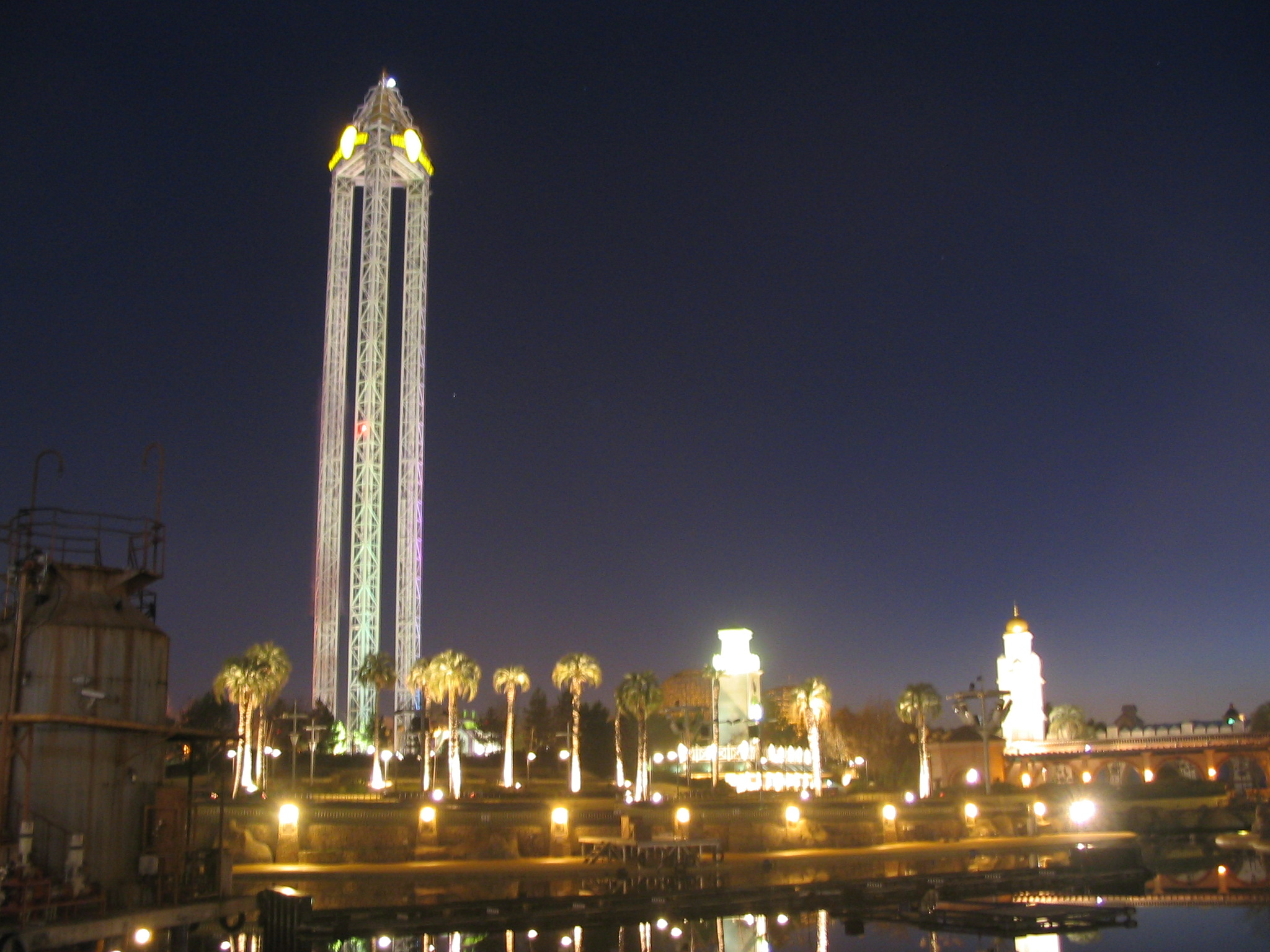
Vue de nuit.
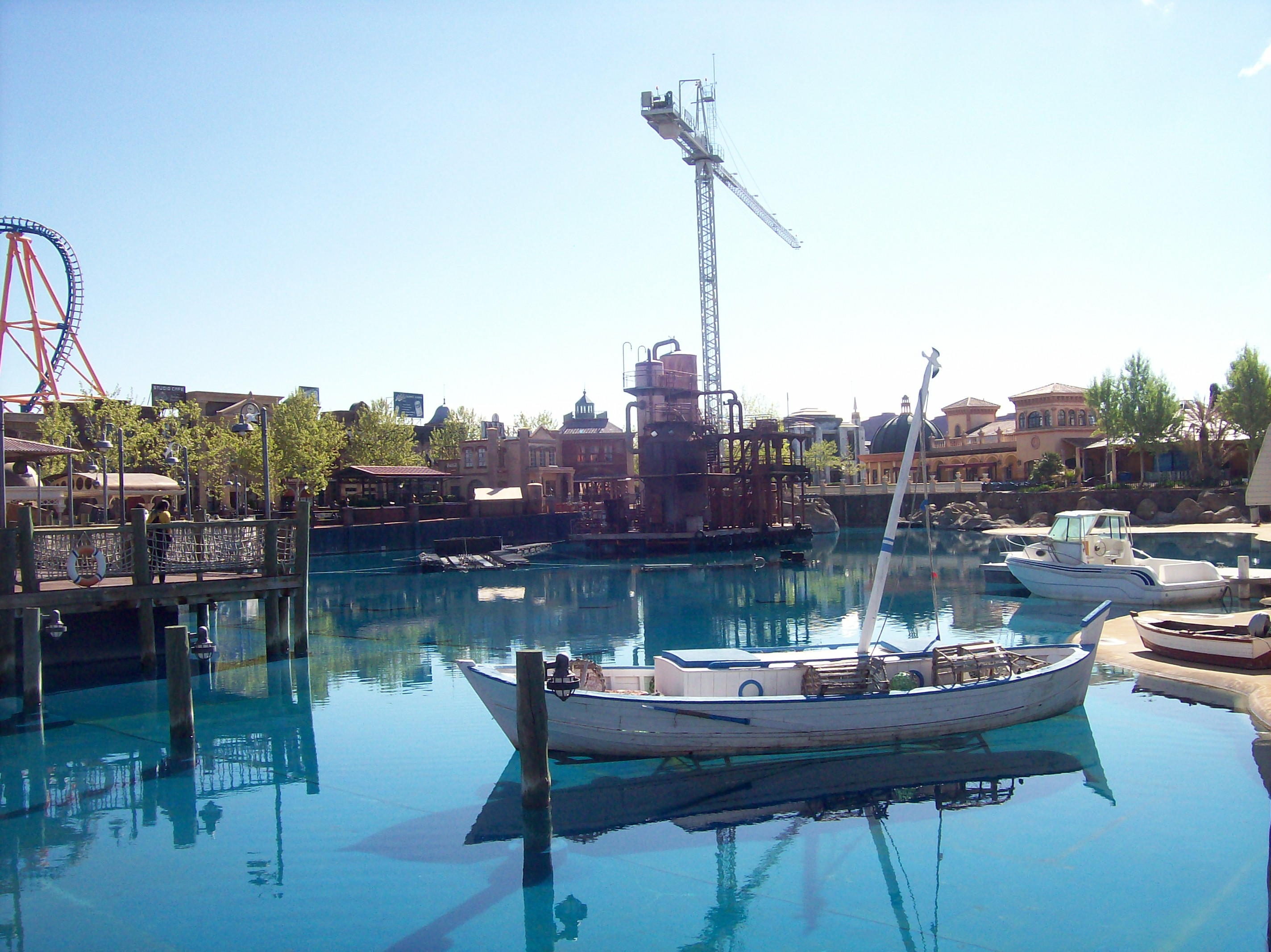
Le lac du Parque Warner Madrid.
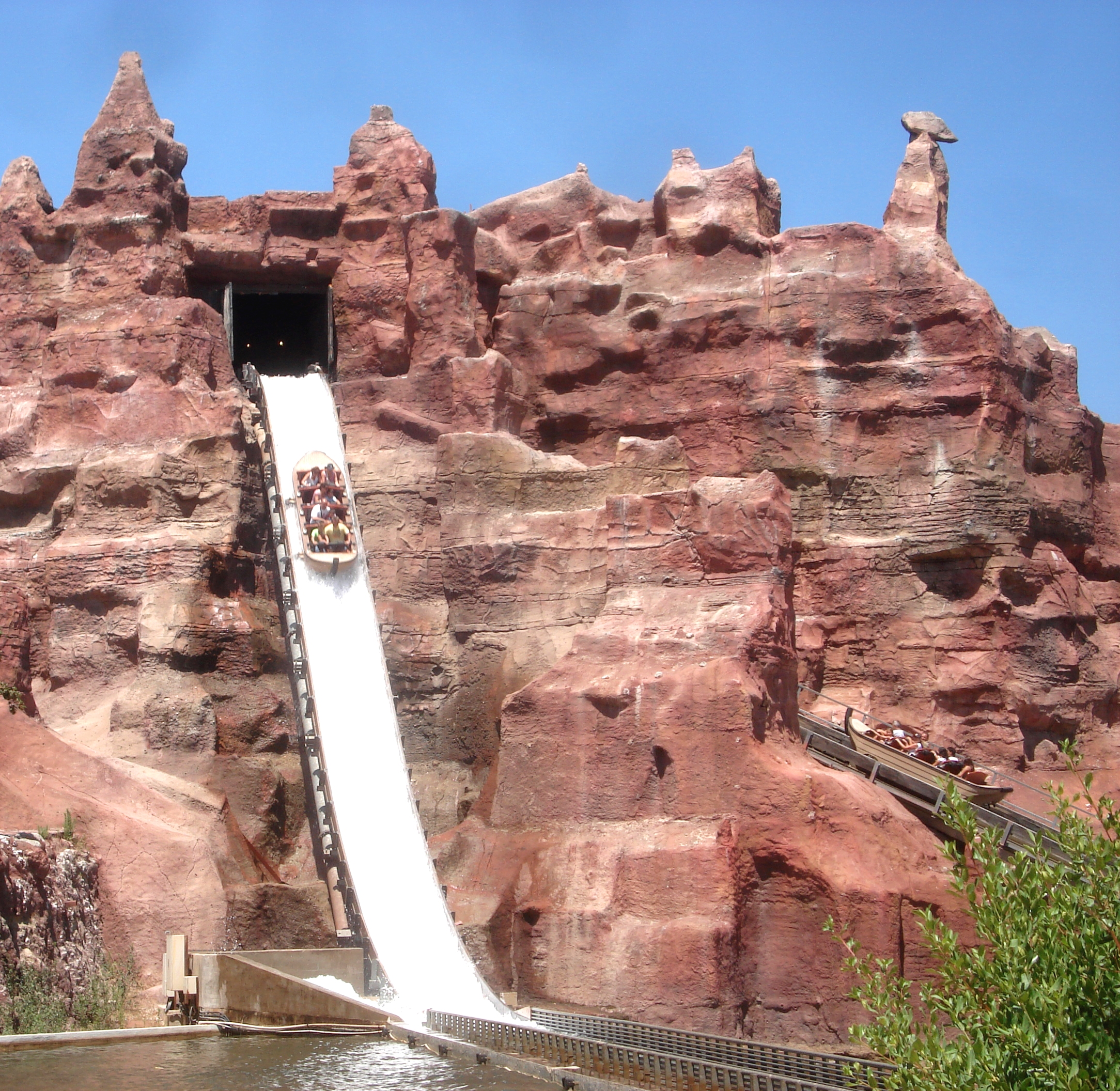
Le Río Bravo.
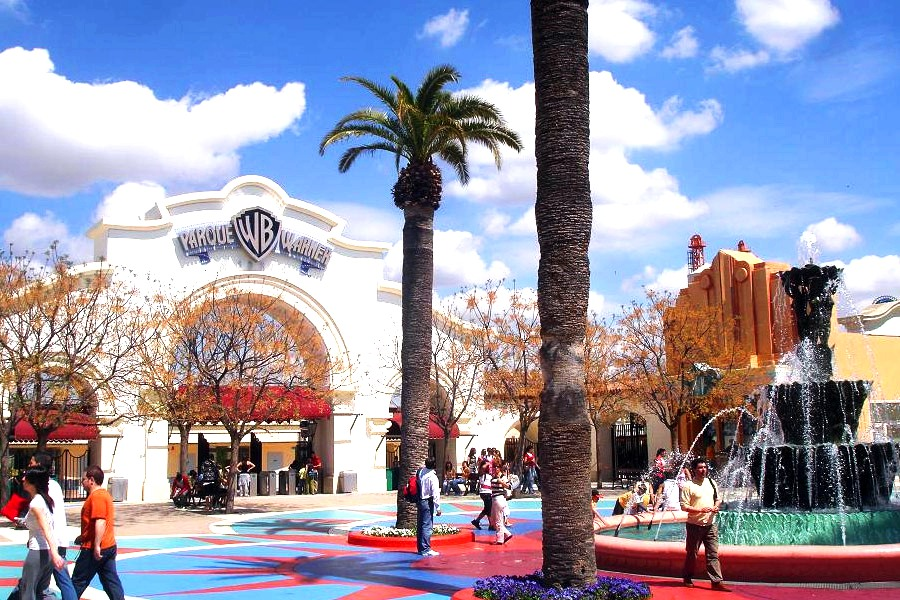
Entrée du parc.
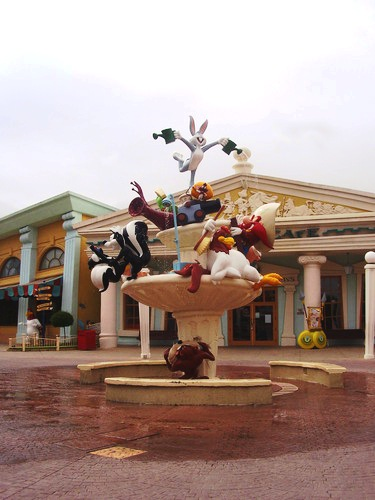
Les Looney Tunes.
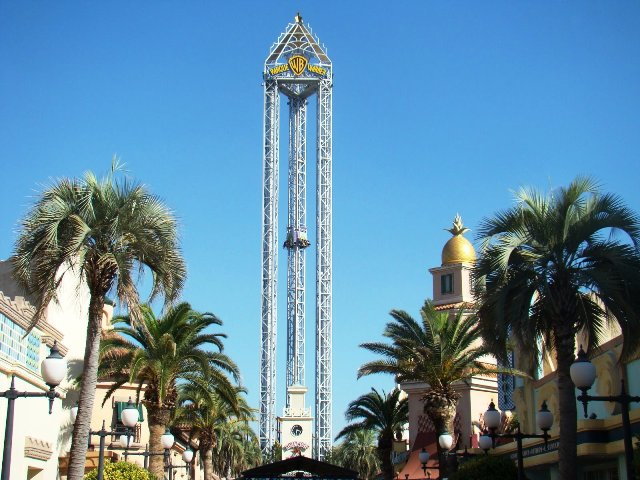
Sur Hollywood Boulevard.

## Similitudes entre les parcs Warner Bros
La société Time Warner accorda sa licence à trois parcs nommés à leur ouverture Warner Bros. Movie World en Australie, Warner Bros. Movie World Germany en Allemagne et Parque Warner Madrid en Espagne. Si une date est indiquée en italique, elle désigne l'année du changement de nom.

### Similitudes entreMovie ParketParque Warner Madrid
Les similitudes concernent surtout les zones et les thèmes ; ceux-ci sont Hollywood, le Far-West, les Super-héros et les Looney Tunes. Certaines attractions partagent quelques points communs,,,, : 
- Police Academy Stunt Show (1996 - 2004) est un clone de Loca Academia de Policía (2002 - present).
- Ram Jam (1996 - 2004) sont des autos-tamponneuses junior, tout comme Los Coches Locos del Pato Lucas (2002), situés tous deux dans le quartier Cartoon Village.
- Looney Tunes Carousel (1996 - 2004 - 2007) est un carrousel, clone de Cartoon Carrousel (2002), situés tous deux dans le quartier Cartoon Village.
- Roxy Theater (1996) est un cinéma 4-D tout comme Teatro Chino 3D (2002) avec à l'affiche Marvin the Martian in the 3rd Dimension (1996 - 2004 et 2002 - 2010). Depuis 2011, Teatro Chino diffuse Happy Feet 4-D Experience comme le Sea World australien entre 2010 et 2011. Celui-ci et Warner Bros. Movie World Australia sont détenus par Village Roadshow Theme Parks.
- Coyote's & Roadrunner's Achterbahn (1996 - 2004) et Tom & Jerry's Mouse in the House de Mack Rides (2000 - 2004) sont des montagnes russes familiales basées sur les mêmes personnages Looney Tunes que Correcaminos Bip, Bip de Mack Rides (2009) et Tom & Jerry (2002), tous situés dans le quartier Cartoon Village.
- Speedy Gonzales Taxi (1996 - 2004 - 2007) est un parcours de petites voitures, comme celui de Parque Warner Madrid (2011), situés tous deux dans le quartier Cartoon Village.
- Riddler's Revenge (1999 - 2004) est un clone de Lex Luthor, Top Spin de Huss Rides (2002) tous deux basé sur le zone DC Super Heroes World.
- Looney Tunes Tea Cup Ride (1999 - 2004) sont des tasses comme Las Tazas de Té de Scooby-Doo (2002), situés tous deux dans le quartier Cartoon Village.
- The Wild Wild West (1999 - 2004) est un parcours de montagnes russes en bois de RCCA basé sur le même film que les montagnes russes en bois de RCCA Coaster-Express (2002).
- Josie's Bathhouse (2000 - 2007) est un breakdance de Huss Rides dans la zone Old West Territory tout comme Los Carros de la Mina (2002).
- Tweety's & Sylvester's Treehouse (2004 - 2004) est une tour de chute junior, comme Coyote: Zona de Explosión (2002), situés tous deux dans le quartier Cartoon Village.
- Stormy Cruise (2007) est un Rockin' Tug, comme celui de Charlie le coq au Parque Warner Madrid, comme ¡A Toda Máquina! (2011).

## Fréquentation
Fréquentation annuelle 

2 000 000 (2023)